# لینکنباخ
لینکنباخ (به آلمانی: Linkenbach) یک شهر در آلمان است که در Neuwied واقع شده‌است. لینکنباخ ۴۷۸ نفر جمعیت دارد.